# Chiesa della Madonna del Carmine (Castagneto Carducci)
La chiesa della Madonna del Carmine è un edificio sacro che si trova in via Bolgherese a Castagneto Carducci.

## Storie e descrizione
Appartenuta in antico alla omonima Confraternita, nel 1786, con la soppressione degli ordini religiosi, fu venduta alla famiglia Millanta che ne fece dono alla Misericordia. Presenta una facciata del tipo a capanna preceduta da un nartece sporgente a tre archi. Un doppio campanile a vela, ad archetti acuti poggianti su pilastri, sormonta il tetto che all'interno presenta una copertura a capriate lignee. Le pareti sono decorate sia nella fascia inferiore sia in quella superiore con motivi geometrici e teorie di archetti di gusto neogotico. La zona absidale delimitata da un arco, anch'esso decorato, contiene l'altare maggiore in pietra del tipo a blocco a pianta poligonale.
Dall'anno 2000 la chiesa è stata trasformata in museo, ospitando il Centro per la conservazione dell'arredo sacro e del costume religioso.

## Galleria d'immagini

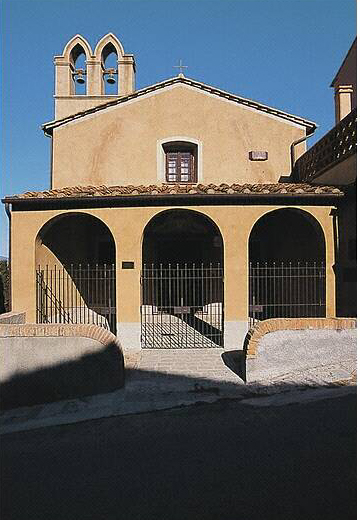
Facciata della chiesa